# Katarina Čeliković
Katarina Čeliković (Varaždin, 1. ožujka 1960.) je kulturna djelatnica vojvođanskih Hrvata,  bibliografkinja i publicistica. Supruga je kulturnog djelatnika vojvođanskih Hrvata Ervina Čelikovića.
U Varaždinu je završila osnovnu i srednju školu. 
Studirala je u Zagrebu na Filozofskom fakultetu, na kojem je diplomirala ruski jezik i komparativnu književnost.
1986. se zaposlila u Subotici u Gradskoj knjižnici.
Nezaobilazno je ime svih kulturnih događaja, manifestacija i ustanova Hrvata u Vojvodini, bilo kao inicijatorica, (su)osnivačica ili djelatnica. Pokrenula je brojne manifestacije kojima je primarni cilj sačuvati i razvijati hrvatski jezik među vojvođanskim Hrvatima.
Jednim je od pokretača i članova uredništva katoličkog lista Zvonik iz Subotice, u kojem je od samih početaka novinarka i lektorica. U listu je uređivala rubriku Poetski kutak. 1997. su ona i suprug dobili Antušovu nagradu za rad u Zvoniku.
Na Festivalu bunjevački pisama je u pravilu jednim od sudaca za ocjenjivanje tekstova, a javlja se i kao članica žirija za izbor „najlipše neobjavljene pisme" pisane šokačkom ikavicom na manifestaciji Hrvata u Sonti "Šokačkoj večeri". Na hrvatskoj manifestaciji u Sonti Šokačkoj večeri, uz Vesnu Njikoš-Pečkaj, Zvonimira Pelajića, Đurđicu Stuhlreiter, Mariju Šeremešić i Ivana De Villu, bila je sucem za dodjelu nagrada na natječaju za najlipšu neobjavljenu pismu na šokačkoj ikavici.
Od osnivanja je tajnica Hrvatskoga akademskog društva, osnovanog 1998.
Od 1999. je pročelnicom je Bunjevačko-šokačke knjižnice Ivan Kujundžić u sklopu Katoličkog instituta za kulturu, povijest i duhovnost Ivan Antunović.
Hrvatsko društvo za pomoć učenicima Bela Gabrić i Hrvatska čitaonica, osnovani 2002., duguju svoje osnivanje Katarini Čeliković.
Uredila je izdanje Iznad žita nebo zajedno s Branimirom Donatom, autora Milovana Mikovića.
Pokrenula je susret pučkih pjesnika "Lira naiva", Dane Balinta Vujkova i Pokrajinsku smotru recitatora na hrvatskom jeziku. Njen doprinos za Dane Balinta Vujkova nije promakao Kulturno-prosvjetnoj zajednici Općine Subotica koja joj je 2005. za to dodijelila nagradu Dr Ferenc Bodrogvári.
Djelatnicom je Zavoda za kulturu vojvođanskih Hrvata.
Članica je Povjerenstva za literarne radove za likovno-literarni natječaj Moj lipi zavičaj koji su raspisali u povodu Godine hrvatskih velikana u Vojvodini, Hrvatsko nacionalno vijeće, Zavod za kulturu vojvođanskih Hrvata i NIU Hrvatska riječ. Ostali članovi povjerenstva su Vladan Čutura i Bernadica Ivanković.
2015. godine objavila je knjigu Izgubljeno srce.

## Nagrade
- Antušova nagrada 1997., koju je dobila zajedno sa suprugom Ervinom Čelikovićem za za doprinos kulturi bačkih Hrvata-Bunjevaca
- nagrada Dr Ferenc Bodrogváry 2005., za organiziranje IV. ”Dana Balinta Vujkova”